# 大伾山摩崖大佛及石刻
大伾山摩崖大佛及石刻位于中国河南省浚县大伾山天宁寺院内及附近，2001年被列为第五批全国重点文物保护单位。

## 简介
天宁寺始建于北魏太和年间，原称大伾山寺，明代改称天宁寺，现有山门、藏经阁、大佛楼、天王殿、三佛殿、十八罗汉殿、地藏殿等建筑，总占地8000余平方米。摩崖大佛北齐始凿，唐初竣工，依山凿就，面向黄河，高21.33米，大佛为弥勒佛坐像，左手扶膝，右手施无畏印。大佛外建有楼阁保护，现存为明正统十年（1445年）重建。天宁寺内外有历代石雕、石刻碑铭三百余件，其中有重要价值的有北魏石兽、唐代大丕山铭、陇西尹公浮图，八棱经幢、后周《准敕不停废记》碑、宋《康显侯告》碑、王阳明《大伾山诗》、王铎《再至青坛诗》等。千佛洞石窟现存造像960余尊。